# Halvvägs till framtiden (sång)
Halvvägs till framtiden är en sång skriven av Niklas Strömstedt. Den finns med på hans album med samma namn från 1992, men utgavs också som singel samma år. Halvvägs till framtiden var den första singeln från albumet.
Som B-sida till singeln valdes låten "Överallt och ingenstans". Singeln gavs ut i två olika format, 7" och CD, och på CD:n fanns även en singback-version av titelspåret med.
Halvvägs till framtiden tog sig 1992 in både på Svenska singellistan och på Svensktoppen. På singellistan nådde den 17:e plats som bäst. Den tog sig in på Svensktoppen den 20 september 1992 och toppade listan under fyra veckor mellan den 11 oktober och 7 november 1992. Sammanlagt låg den 13 veckor på listan, den sista tillsammans med ytterligare en sång av Strömstedt, "Bilderna av dej".

## Låtlista
7"
1. "Halvvägs till framtiden"
2. "Överallt och ingenstans"

CD
1. "Halvvägs till framtiden"
2. "Överallt och ingenstans"
3. "Halvvägs till framtiden" (singback-version)

## Medverkande musiker
- Lars Danielsson
- Henrik Janson
- Mats Persson
- Niklas Strömstedt

## Listplaceringar
| Lista (1992) | Topplacering |
| ------------ | ------------ |
| Sverige      | 17           |
| Sverige      | 1            |